# Allmania nodiflora
Allmania nodiflora (L.) R.Br. ex Wight – gatunek roślin z rodziny szarłatowatych reprezentujący monotypowy rodzaj Allmania. Występuje w południowo-wschodniej Azji – od Indii po południowo-wschodnie Chiny, Filipiny i wyspy Indonezji.

## Morfologia
PokrójRoślina zielna, jednoroczna, o pędach podnoszących się i prosto wzniesionych, osiągających do 50 cm długości, rozgałęziających się od nasady, nagich lub delikatnie owłosionych.
LiściePojedyncze, skrętoległe, długoogonkowe, o blaszkach równowąskich do jajowatych, całobrzegich, osiągających do 2,5 cm długości.
KwiatyDrobne, obupłciowe, zebrane w bardzo gęste główkowate lub nieco walcowate kwiatostany wyrastające naprzeciw liści. Składają się one z licznych 3–7-kwiatowych wierzchotek. Kwiaty wsparte są w nich przysadkami białymi na brzegu, w środkowej części zielonymi do purpurowych. Listków okwiatu jest 5, są one wolne i jednonerwowe. Pręcików jest 5, u dołu krótko zrośniętych. Prątniczków brak. Zalążnia z pojedynczym zalążkiem zwieńczona smukłą szyjką słupka na końcu z krótko rozwidlonym znamieniem.
OwoceDrobne (do 3,5 mm długości), zielonkawe orzeszki otoczone trwałym okwiatem, zawierające pojedyncze, czarne kulistawe do soczewkowatego nasiono.

## Systematyka
Gatunek reprezentuje monotypowy rodzaj Allmania R. Brown ex Wight z rodziny szarłatowatych Amaranthaceae w jej szerokim ujęciu (obejmującym komosowate Chenopodiaceae). W obrębie rodziny rodzaj sytuowany jest w podrodzinie Amaranthoideae.